# Сулейманов, Салман
Салман Сулейманов (Салманка; 1890 — 1924) — революционер, борец за установление Советской власти в Дагестане. Участник Гражданской войны в Дагестане.

## Биография
По национальности лакец. Родился в селении Кули.
Участник первой мировой войны в составе туземной дивизии. Награждён георгиевским крестом.
В 1918 году, вернувшись в Дагестан, начал активную агитацию за советскую власть.
За революционную деятельность был арестован и заключён в Кази-Кумухскую тюрьму вместе с другим лакским революционером Гаруном Саэдовым.
В 1919—1921 годах — участник гражданской войны, красный партизан, командир отряда. Награждён орденом боевого Красного знамени.
Первый лакец награжденный орденом Красного знамени. 
После победы большевиков — активный участник строительства социализма в Дагестане.
В августе 1924 года в ходе бытового конфликта был зверски убит своим односельчанином-кулаком который затем под покровом ночи вывез тело за пределы селения. Обезображенное тело революционера было обнаружено около соседнего селения Хосрех.